# Hexed
Hexed — десятый студийный альбом финской мелодик-дэт-метал группы Children of Bodom. Выпущен 8 марта 2019 года. Первый альбом, записанный при участии нового гитариста группы Даниэля Фрейберга (экс-Norther) и последний в дискографии группы.
Альбом содержит перезаписаную версию песни «Knuckleduster» из мини-альбома Trashed, Lost & Strungout 2004 года.

## Об альбоме
В августе 2018 года бас-гитарист группы Хенкка Сеппяля сообщил, что десятая студийная работа коллектива, включающая десять песен, будет выпущена в марте следующего года.
28 ноября 2018 года была названа точная дата релиза, назначенная на 8 марта 2019 года.
Фронтмен Children of Bodom Алекси Лайхо прокомментировал: «Люди говорят, что альбом в целом запоминающийся. Поэтому я начал думать об этом, возможно, структуры песен легче понять при первоначальном прослушивании. Но там есть какое-то сумасшедшее дерьмо, почти прогрессивное или, по крайней мере, техническое. На альбоме есть определенные мелодии, которые могли бы прийти из джазовых песен, хотя они, конечно, полностью металлические».
«Для меня всегда было очень трудно описать нашу новую музыку», — комментирует басист Хенкка Сеппяля. «В каком-то смысле всё всегда кажется знакомым, но в то же время новый материал всегда для меня сюрприз. У нас здесь есть что-то, что звучит очень по-бодомски, но при этом почему-то мы не делали ничего подобного, возможно, никогда. Опять же, кто-то сказал, что на новом альбоме есть несколько схожая атмосфера с „Follow The Reaper“. Я не знаю. В любом случае, нам было очень трудно выбрать песни для видео. Думаю, это позитивная проблема.»
«Hexed» стал возвращением в Danger Johnny Studios, где Children of Bodom вновь сотрудничали с Микко Кармила («I Worship Chaos», «Halo Of Blood», «Hatebreeder», «Follow The Reaper» и «Hate Crew Deathroll»), который записал все партии, за исключением клавишных, а также является продюсером альбома вместе с группой. Янне Вирман записывал свои партии в Beyond Abilities Studios, а сведение и мастеринг нового материала проводили в Finnvox Studios, Хельсинки, Финляндия.
Для оформления обложки группа пригласила Дениса Форкаса (Denis Forkas). Бас-гитарист Хенкка комментирует обложку так: «Я уже несколько лет хотел попробовать новый подход к нашему оформлению. Мы так привыкли к цифровым обложкам, что трудно решиться на что-то еще. Делать все на компьютере удобно и просто. В этот раз мы договорились попробовать олдскульный подход. Мы нашли этого крутого чувака и дали ему простые инструкции — обложка должна быть пурпурной, и в центре ее должна быть смерть с косой. Полгода спустя мы получили его работу, и слегка ее подкрутив, мы получили обложку 'Hexed'. Она очень отличается от того, к чему мы привыкли, даже наш Жнец выглядит по-другому, но в то же время, очень зловеще».
7 декабря 2018 года на официальном YouTube-канале Nuclear Blast Records был представлен видеоклип на песню «Under Grass And Clover».
1 февраля состоялся выход второго сингла «This Road», лирик-видео на данную композицию так же было опубликовано на канале лейбла в YouTube.

## Промоушен и дальнейшая судьба группы
1 ноября 2019 года было объявлено, что Children of Bodom сыграют своё последнее шоу с составом того времени, 15 декабря. Концерт, получивший название «A Chapter Called Children of Bodom», состоялся в ледовом зале в городе Хельсинки, Финляндия. В заявлении говорилось следующее:

После почти 25 лет работы с Bodom, тысяч концертов и 10 альбомов Хенкка, Янне и Яска решили сделать шаг назад и изменить направление своей жизни. У Алекси и Даниэля будут дальнейшие объявления о своих планах продолжать создавать новую музыку в будущем.
Позже стало известно, что основной причиной ухода стало то, что Раатикайнен, Сеппяля и Вирман больше не могли находить общую точку зрения с Лайхо. По словам Хельсингина Саномата, Лайхо и Фрейберг уже нашли новых басиста и барабанщика. Но согласно финскому музыкальному журналу Soundi, Лайхо не может использовать название группы без разрешения своих бывших коллег по группе.

## Список композиций
Слова и музыка всех песен — Алекси Лайхо.
| №                   | Название                           | Длительность |
| ------------------- | ---------------------------------- | ------------ |
| 1.                  | «This Road»                        | 4:33         |
| 2.                  | «Under Grass and Clover»           | 3:33         |
| 3.                  | «Glass Houses»                     | 3:27         |
| 4.                  | «Hecate’s Nightmare»               | 4:09         |
| 5.                  | «Kick in the Spleen»               | 3:34         |
| 6.                  | «Platitudes and Barren Words»      | 4:13         |
| 7.                  | «Hexed»                            | 5:03         |
| 8.                  | «Relapse (The Nature of My Crime)» | 3:26         |
| 9.                  | «Say Never Look Back»              | 4:23         |
| 10.                 | «Soon Departed»                    | 4:54         |
| 11.                 | «Knuckleduster»                    | 5:40         |
| Общая длительность: | Общая длительность:                | 46:55        |

| №   | Название                 | Длительность |
| --- | ------------------------ | ------------ |
| 12. | «I Worship Chaos» (live) | 3:35         |
| 13. | «Morrigan» (live)        | 4:58         |
| 14. | «Knuckleduster» (remix)  | 5:30         |

## Участники записи
Children of Bodom
- Алекси Лайхо − вокал, соло- и ритм-гитара
- Яска Раатикайнен — ударные, бэк-вокал
- Хенкка Сеппяля — бас-гитара, бэк-вокал
- Янне Вирман — клавишные инструменты
- Даниэль Фрейберг — ритм-гитара, бэк-вокал

Продакшн
- Микко Кармила — продюсер, звукоинженер, сведение
- Денис «Форкас» Костромитин — обложка